# Mekarjaya (Padakembang)
Mekarjaya is een bestuurslaag in het regentschap Tasikmalaya van de provincie West-Java, Indonesië. Mekarjaya telt 7202 inwoners (volkstelling 2010).